# Universität Toulon-Var
Die Universität Toulon (Université de Toulon, auch: Université du Sud Toulon-Var, abgekürzt USTV, Universität des Südens Toulon-Var) ist eine staatliche Hochschule, die seit 1968 besteht und nach der französischen Stadt Toulon benannt ist, wo die Universität einen Campus im Osten der Stadt hat. Der Hauptsitz befindet sich auf dem Campus in La Garde. Wie viele Universitäten in Frankreich hat auch die Universität Toulon einige Außenstellen in der Umgebung. Diese liegen in La Valette-du-Var und in Draguignan im Département Var. Die Universität hatte im Herbst 2021 insgesamt 11.270 Studenten; 2019/2020 waren es 10.719 gewesen.  Die Universität hat mehr als 500 Dozenten.

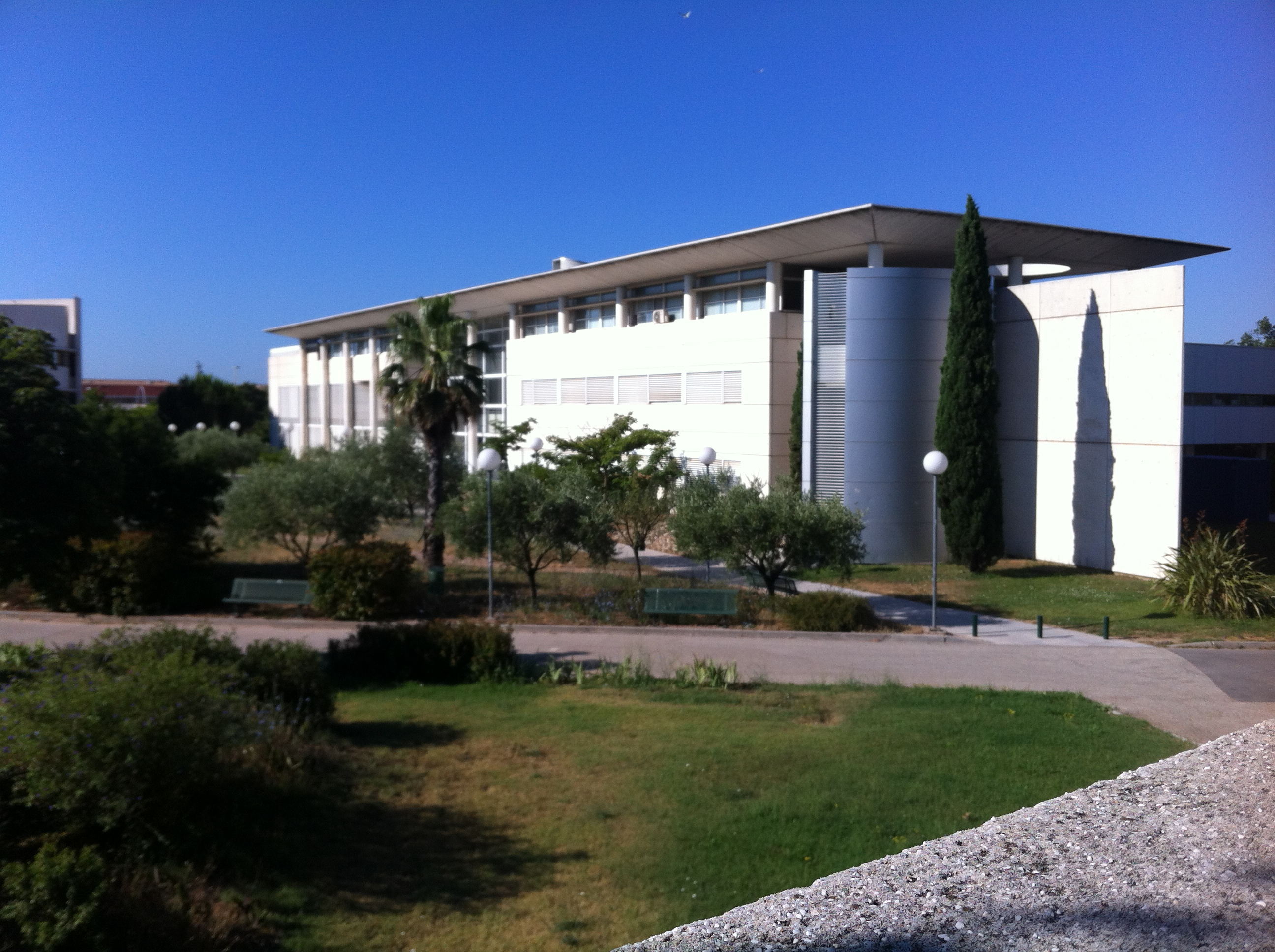
Universität
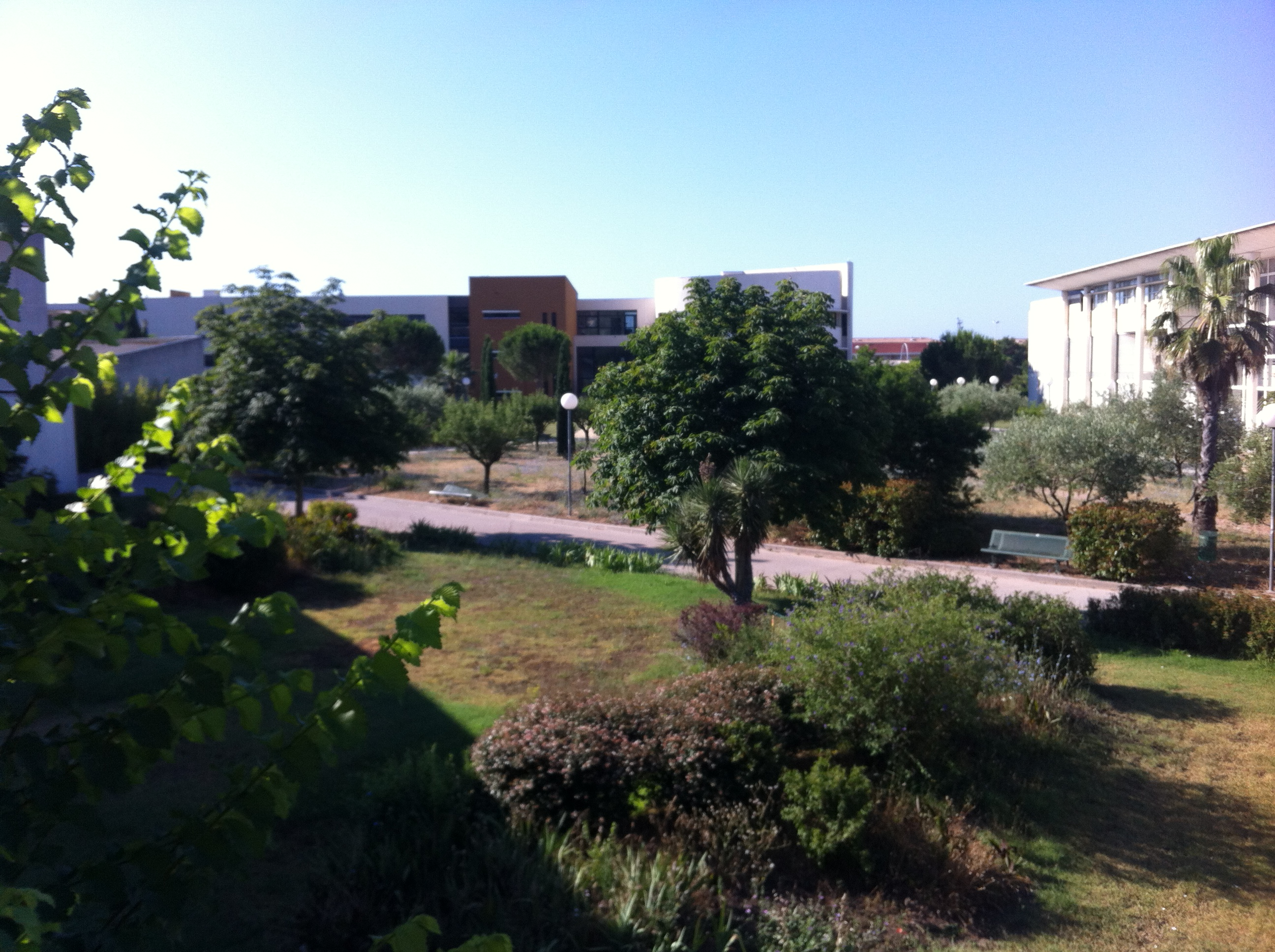
Universität
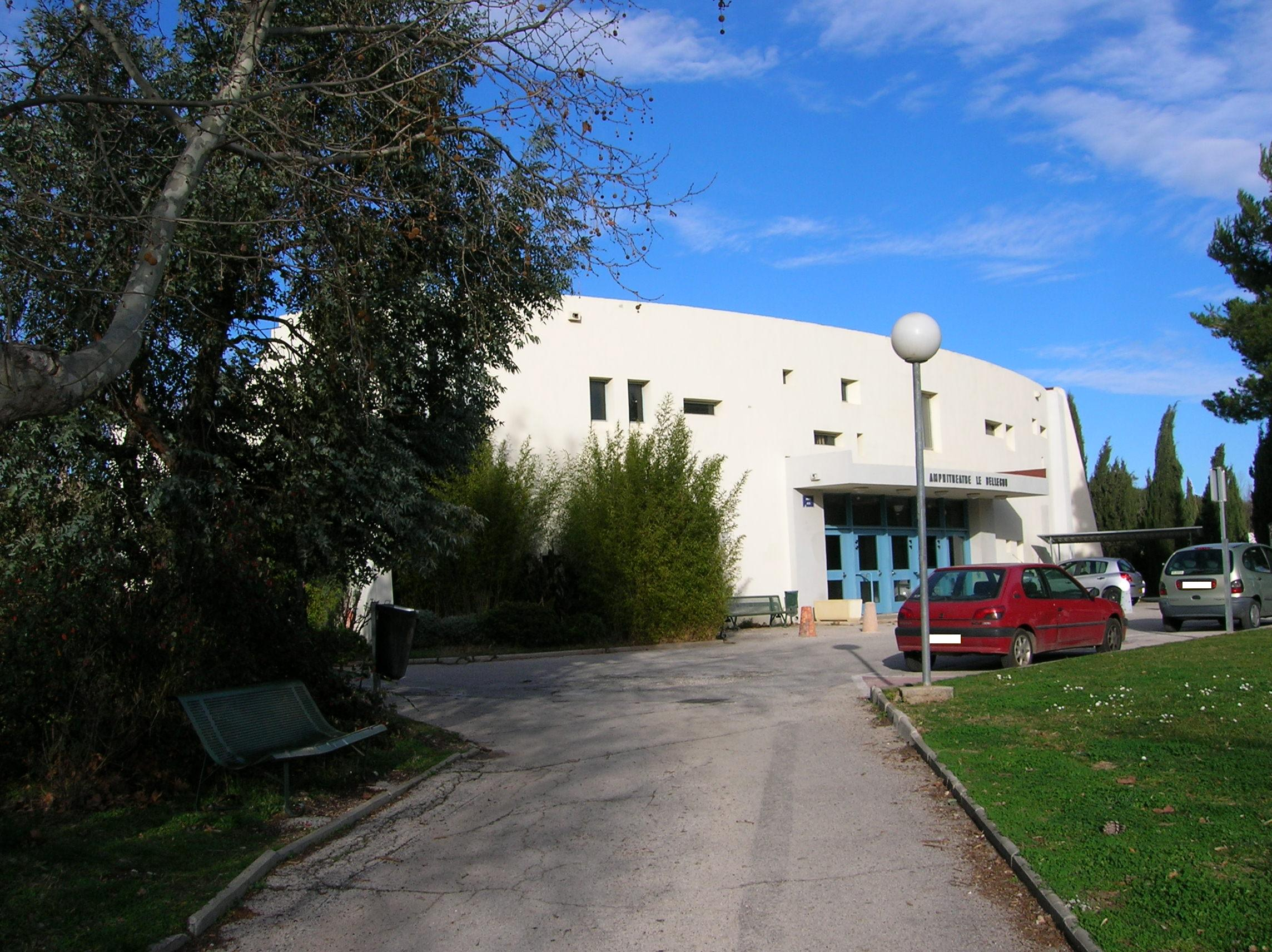
Universität Toulon